# SunnycombTV
『sunnycombTV』は、ウェザーニューズ (WNI) が2014年9月29日から2016年4月29日まで韓国向けに放送していた気象情報番組である。
ここでは、ウェザーニューズが「sunnycombTV」へのリニューアル前（2011年1月1日 - 2014年4月11日）に放送していたSOLiVE Korea（ソライブ コリア）についても記述する。

## 番組概要

### 当番組開始の経緯
2010年12月29日放送の『weathernews LiVE』にて、これまで「SOLiVE24」にて放送されていた『SOLiVE Asia』を「ネクストステージ」として、2011年1月1日にリニューアルする事を発表（この為、SOLiVE AsiaとしてとSOLiVE24での放送を、2010年12月31日放送分を以て終了する事になった）。放送（配信）時間を現地時間の20時から21時に変更し、『SOLiVE Korea』と『SOLiVE China』に分離、ソラスタとは別のスタジオでウェザーニューズ韓国語・中国語（繁体）版サイトとPC用閲覧ソフトウェア「ソラマド」（Ver.5.00以降）にて全編韓国語・中国語で海外向けに放送する事になった。
番組で使用されているテーマBGMは、2013年5月まではSOLiVE24の番組『SOLiVEムーン』を韓国風にアレンジした曲を使用していたが、同年6月からは別の物に切り替わっている。（尚、番組後半ブロックに入って直ぐのBGMは、SOLiVEムーンのオープニングBGMを使用。）インターバル中の音楽や、ジングルなどはSOLiVE24と共通。

### 日本の震災の影響による対応
2011年3月11日に発生した東日本大震災の影響により「SOLiVE China」と共に放送休止していたが、同年6月13日からこれまで一週間を通して放送されていたものを日本の祝日も含む平日（月～金）のみに短縮し、一部内容を変更した上で再開（出演者が最大3人体制となった他、幕張からではなく韓国オフィスであるWeathernews Korea Inc.からの生放送となる）。また、ウェザーニューズ制作の番組では初めて、番組公式TwitterとFacebookを開設して、これらと番組との連動も行う。
番組開始当初はYouTubeへの時差配信は行われていなかったが、2011年6月13日の放送再開時より時差配信を開始、韓国独自の減災スケールを表示できるようになった。2014年4月11日に番組は一旦終了。

## リニューアル
2014年9月29日からはウェザーニュースの海外向けアプリの「sunnycomb」と連動した、「sunnycombTV」へリニューアルされた。2016年4月29日で終了。

## 2期 出演者
- 배수연（ペ・スヨン、第1期韓国おは天）（2011年1月1日, 2011年6月13日 －）
- 채령（チェリョン, 第4期韓国おは天）（2011年6月13日 -）

現在は上記の3名のうち2名が担当・出演。尚、日によって1人のみが出演の場合もある。(土曜日、日曜日 )

### 過去の出演者
- 李芝妍（LEE Jee-Yeon、ジオン。第8期韓国おは天。現在では、SOLiVEジャパンの担当者として勤務。1期の時はごくまれに出演。）
- 第18期韓国版おは天キャスター
- 조유영（ジョ・ユヨウン, 第1期韓国SOLIVEキャスター） (2011年 12月19日 －2012年 2月17日)
- 원자현（ウォン・ジャヒョン, 第6期韓国おは天）（2011年6月13日 - 2012年6月11日)

## 放送時間の変遷
| タイトル     | 期間                          | 放送時間                                                    |
| ------------ | ----------------------------- | ----------------------------------------------------------- |
| SOLiVE Korea | 2011年1月1日 - 2011年12月31日 | 月曜日 - 金曜日 20:00 - 21:00                               |
| SOLiVE Korea | 2012年1月1日 - 2014年4月11日  | 月曜日 - 金曜日 21:00 - 22:00、土曜日、日曜日 12:00 - 13:00 |
| SunnycombTV  | 2014年9月29日 - 2016年4月29日 | 12:00 - 13:00                                               |

日本の震災後平日のみに短縮されていた週末の放送を再開。なお、これまで放送時間外は放送時間のインフォメーションが表示されていたが、韓国各エリアの天気予報およびピンポイント天気表示を行い実質24時間放送となっている。
（韓国）※インターネット配信のみ

## 主な番組内容・タイムテーブル
※2012年1月24日、コーナー及び内容が変更され、下記の内容で進行している。

※★:新コーナー

### 毎日放送されるコーナー

#### 1部19:00 - 19:25 / 12:00 - 12:25
明日の天気に関するテーマを紹介した後、コーナーを始める（ただし、チェリョン, ジョ・ユヨウンキャスターが進行する時はテーマを省略して、ゲストが直接ポイントを作成する）。各コーナーごとに、その日の天候をまとめた、"手書き"のポイントを事前に少なく、現場で公開する。
- 一緒に整理してみる今日の天気、ソラ詠 - 放送時間の午後8時を基準に逆の順序で写真を見ながら、今日の天気に共感をしてみるコーナー。
  - アジアのソラ詠 - 天気図を見て、アジアの天気がどうだったのか知らせてるコーナー。毎日Twitterに送った写真のうち、今日の天気を最もよく説明したMVPの写真も見ることができる（週末は省略）。
- 明日の天気のポイント、ソラ詠 - 明日の天気を自分で天気図をそして朝鮮半島を見せながら天気を伝えるコーナー。朝鮮半島を見せるときには、気象台がある地点のみ紹介。背景画像は、当日撮影したソウルなどの様子。

#### 2部19:30 - 22:00 / 12:30 - 13:00
- 不思議不思議天気リクエスト - TwitterやFacebookを使って、天候に関連する質問を見て事情を伝えるコーナー。
- フロム（from ??) - 4人のキャスター持ち回りの、一種のメッセージのタイム。キャスターは順序を知って準備している場合があるが、時々ソラチャットを使用して公募したりする（週末にはプロンプトがない）。

### 各コーナー
毎日2部「不思議不思議天気リクエスト」が終わった後に進行するコーナー。「今会いに行きます」を行う時は天候のリクエストをしない。

#### 月曜日
- 応答せよズーニー乗り
- プとの願いを教えてください

#### 火曜日
- あなたの空、空の部分を共有します

#### 木曜日
- 世界の文化体験 - ワールドニュースのようなもので、今世界で何が起こっているか、または世界の文化を韓国文化との比較体験してみるコーナー。

#### 金曜日
- 今週の外出の情報 - 週末の間のあるお祭りや地方の観光スポットを知らせるコーナー。
- TGIF it's 火金

#### 不定期放送
- 今、会いに行きます - ケストジュンの一人が天気、民心（？）を聞くために距離上陸作戦をする時間。当日撮影、当日の放送のウェザーニューズの原則を最もよく見せてくれるコーナー。
- 今週ソライブの調査 - 通のメールアドオンズで毎週アンケート調査を行った結果を示すコーナー。

#### 曜日ミベジョン
- 天気レシピ - 現在の天気にぴったりの食べ物（主に果物などのデザート）をオススメしてくれるコーナー。見守る、一部のサポーターに悪く言えば若干の不快感を呼び起こして、良く言えば、薬を上げたりもする。

#### 過去のコーナー
- 知ればお得な天気のことわざ - まあまあ入って見ることは大変な天候に関することわざを中心に知らせてくれるコーナー。（改編までの火曜日に移動）
- チェリョンイ（とジャヒョンイ）は、サルチャックンお知らせ致します - 文字通りチェリョンケストガかかる場合ジンヘンハム。天気予報をはじめとする日常的ないくつかの現象のチェリョンケストウイ自由奔放な言葉が込められているコーナー。5回放送。チェリョンケストウイトゥウィトギェジョンにも質問を受ける。
- 季節が入れられた一枚の写真 - 放送される当日に、"空の写真館"、"一緒に整理してみる今日の天気、ソラ詠"で紹介されていない写真のそれらの現在の天気を最もよく説明できる写真だけ選んで見せてくれるコーナー。
- 空の写真館 - Twitterを使ってサポーターたちによる1週間の天気予報を整理することができるトゥウィトジュンエソ製作陣たちが自主的に厳選して見せてくれるコーナー。基本的な3つ、最大9個以下の写真だけを紹介される。
- 楽しい天気常識 - 主に気候要素をと気候要因を簡単に説明するコーナー、重要か、内容があまりにも多い時!シリーズで説明してくれる。毎日伝えているが、2011年秋の改編では、この場所に移された。
- ミッション!ソライブ★ - 既存の電話回線に楽しみを加えようと、ミッションを加えたコーナー。たとえば、"もしもし?"代わりに、"ソライブ"と付けられる式であり、毎週変わる。

### 週末のキャスター角の★ 12:25〜13:00[注釈 6]
本コーナーは、週末のコーナーで編成される予定で、週末は4人のキャスターが1人ずつ週替わりで進行する。2011年下半期から、キャスターごとにコーナーを持った。

#### チェリョン
- ソライブ招待席[10]
  - サポーターたちとスタッフ、そしてチェリョンケストがお求めの方、ポータルサイト関係者を招待して（職業人リポーターを三）インタビューしてみるコーナー。
  - ゲスト
    - 1回魔法社 チェ・ヒョンオ
    - 2回オン・サンミン E - sports解説委員
- ソライブ サーチ
  - ネイバー人気検索キーワードを見て一緒に考えてみる時間。

#### ベ・スヨン
- 世界は今
  - 世界の文化体験を、より専門化させたコーナー。世界文化体験より専門化された世界のニュースの色彩を表すものと見られる。
- ウェザーニューズは今
  - かつて不定期的に行われた今日のソライブのニュースをアップグレードしたコーナー。

#### ウォン・ジャヒョン
- これだけは知ってみよう
  - 社会に関連するすべての常識（政治、経済、スポーツみんな）を伝えるコーナー。

- 本を読んでくれる女性
  - 新刊を紹介し、本についてお話してみるコーナー。
  - 本リスト
    - 1回ギヨーム・ムウィソ <<愛するから>>
    - 2回ギム・ナンド <<痛いから青春だ>>

## 備考
- 当番組開始日の2011年1月1日、現出演者で現役の韓国MBCの気象キャスター、ペ・スヨン（배수연）がゲスト出演[注釈 7]。ちなみに韓国のおは天初代キャスターである[11]。
- 2011年11月19日は、韓国・ソウル市内で『SOLiVE Korea』キャスターオーディションが行われ、その様子をネット配信で中継された[注釈 8]。厳正なる抽選の結果、投票候補は7名が選抜され、最終的な結果はジョ・ユヨウンの1名が当選した。